# 討鬼傳
《討鬼傳》是光榮特庫摩在PlayStation Vita及PlayStation Portable平台發售的電子遊戲，于2013年在日本、臺灣、香港发售，随后于2014年在欧美发售PlayStation Vita版。改良版《討鬼傳 極》於2014年8月在日本發售推出，并进一步登陆PlayStation 4、Microsoft Windows平台，當中新增了武器和要素，随后于2015年在欧美发售，并在中国大陆发售PlayStation Vita版，作为中国大陆版PlayStation Vita首发游戏之一上市。

## 概要
遊戲目的是要討伐巨大異形「鬼」存在，和鬼戰鬥時可透過「部位破壞」來使其受到極大傷害。系統還重視透過通信多人數的協力來遊玩本作，PlayStation Vita和PlayStation Portable皆可利用無線網路Infrastructure模式來和其他人一起遊戲。和魔物獵人系列不同的是，本作主要帶有濃厚的日本風格。
遊戲中共有6種主要武器可選擇，以及各種防具、裝備來完成討伐任務。討伐完鬼時就能從其身上得取素材，作用是使自己的裝備強化。武器與防具的精力有8種，主人公的戰鬥風格和裝備風格皆能自行調整。武器有太刀、雙刀、槍、手甲、鎖鐮、弓共6種類，而防具則分有頭、胸、腕、腳這4個部位。防具的「技能組合」，會給予對一定目標的優勢。鬼府除了裝備的對鬼武器外，還具有一些特殊能力，方便配合武器來戰鬥。

## 系統
遊戲中6種主要武器可選擇，以及各種防具、裝備來完成討伐任務。討伐完鬼時就能從其身上得取素材，作用是使自己的裝備強化。武器與防具的精力有8種，主人公的戰鬥風格和裝備風格皆能自行調整。武器有太刀、雙刀、槍、手甲、鎖鐮、弓共6種類，而防具則分有頭、胸、腕、腳這4個部位。
臨界的會心值、天、風、火、水、地的屬性值，防具腳的速度會影響受攻擊時的「暗角」有很深的關係，裝備外觀也會產生變化。防具的「技能組合」，會給予對一定目標的優勢。
鬼府除了裝備的對鬼武器外，還具有一些特殊能力，方便配合武器來戰鬥。
- 鬼千切（鬼千切り）

鬼府在歷史上經過和鬼長時間戰鬥後練就的戰鬥法。當武器量表最大滿格時，按下指令「△＋○」就能施展，是以高極限的魂力一擊解放。對小型鬼有著一擊送葬的威力，對大型鬼則能將其身體部位一擊破壞。攻擊方法因使用武器而異。
- 祓鬼（鬼祓い）

將鬼驅除淨化之力。按下指令「R」就能施展，可作出光陣，陣中被破壞的鬼的身體部位淨化並放逐於世外。身體部位淨化成功後就可入手其素材，其鬼的部分將不能再生。當體力為0時，同伴就會考慮及時撤退，但利用鬼驅術能力就能復活。
- 鬼眼（鬼の目）

開啟看透真理的第四眼能力。按下指令「Select」就能施展（PS VITA版觸摸畫面即可），消費使用中的氣力，可看見鬼殘存的體力、表層體力、可破壞部位及狀態。普通使用時能視認出地祀石（回復物）和撿拾物獲得，或發現持有罕見素材的特殊鬼可能。

## 故事

### 设定
經過千年的時間，在歷史裏側異界中出現的神秘生物「鬼」，為了討伐對人世間造成影響的鬼，由各精英鬥士「鬼府（モノノフ）」長年與其對抗，守護著人們。太平時代結束時，鬼卻反而如災厄般從各地大量出現，鬼府把倖存的人們接入自己的據點，並與鬼展開激烈的戰鬥。七天七夜短暫的激戰過後，總算守住了人類的勢力版圖。後來被稱為「大禍（オオマガドキ）」的災厄降臨，鬼府們再度挺身而出，為了守護一切站上了歷史的表舞台。過了八年，鬼府和鬼的戰鬥仍續，為了結束紛爭鬼府派遣了新的戰士助陣。

### 主要人物
玩家角色
聲：荒井聰太、新井良平、大空直美、大坪康亮、岡本寬志、陰山真壽美、金本涼輔、佐佐木愛、佐佐木智代、鹽山由佳、鈴木賢、津田美波、滑川洋平、平井啟二、藤本たかひろ、前田綾香、南山裕希、宮坂俊藏、宮崎寬務、山中まどか、山本圭一郎
本作主人公。阿祖馬出身，剛配置到泡沫村的鬼府新人。角色的名字、性別、外表、戰鬥中的聲音和武器（能隨時更換）等可依喜好自行調整。在劇情中和角色特定對話時，玩家會以自行選擇對話內容的方式來回應。加入鬼府部隊測試後受認定，並開始一同和同伴們上前討伐鬼。後來逐漸和同伴們打好關係，並成為了隊長。
櫻花
聲：浅野真澄
鬼府實戰部隊的領頭。武器為太刀。英勇無畏，賭上自己的性命，捨身保護人類的堅強女性。過度保護於妹妹橘花。
息吹
聲：野島健兒
鬼府中的一人。武器為長槍。看似輕浮的好色男，實際有著慎重、冷靜的性格。堅持以同伴一同從戰鬥平安歸來為信念。
那木
聲：佐藤朱
鬼府中的一人。武器為弓箭。對鬼的研究有著很長的時間，個性冷靜且友善的女性。原本有治癒能力，但因一次事件的創傷，現已無法治療。
富嶽
聲：福原耕平
鬼府中的一人。武器為手甲。個性和行為雖然粗暴，但懂得照料他人，周圍的人都將他當作大哥看待。因某些理由而在尋找一種「鳥姿態的鬼」。
初穂
聲：野中藍
鬼府中的一人。武器為鎖鐮。鬼府當中年紀最小的，不喜歡被當成小孩，言行和思想怪異的少女。
速鳥
聲：中尾良平
鬼府中的一人。武器為雙刀。以忍者束裝登場的男性，沉默寡言且經常單獨行動，但意外有著對動物天狐感興趣的一面。

### 泡沫村的住人
大和
聲：高塚正也
泡沫村的鬼府代表者。過去是個被稱呼為英雄的精英鬼府，因八年前的大禍而失去左眼，現已引退並指揮著鬼府們。鬼府們都叫他「頭子」。木綿的父親。
秋水
聲：赤羽根健治
埋沒於鬼的研究的眼鏡青年。說話語氣平靜有禮。能提供鬼和用語等資料查閱。八年前的大禍發生時，他出身於北方地。
橘花
聲：庄司宇芽香
泡沫村的「神壇巫女」，櫻花的妹妹。因佈下保護結界而使自己的生命削減。主人公會受她的委託而照顧天狐。
木綿
聲：齊藤佑圭
大和實際的女兒。負責坐在櫃檯幫鬼府們託付任務。是個經常以笑臉迎人的高人氣少女。
多多羅
聲：川津泰彦
為鬼府們提供武器，頑固的鍛冶屋老闆。以確保幫人製造武器作為信念。
樒
聲：牛田裕子
管理祭祀堂的巫女。幫助鬼府們將精神和禦魂強化的人。平時很少人能理解她的想法。
天狐
住在泡沫村中一種奇特生物，外型為雙尾狐。能理解人話，遊戲中的一隻就住在主人公家中，並會遵從指示到各領域收集素材。泡沫村的規則是不得對天狐動粗。

## 用語
鬼府（モノノフ）
從千年前就開始在歷史的陰影中討伐異形般的敵人「鬼」的組織及其所屬的戰士名。
大禍時（オオマガドキ）
八年前鬼大量現身作亂的事件。經過七天七夜的戰鬥後已被鬼府鎮壓。
禦魂（ミタマ）
日本史中的英雄靈魂，因被吞噬而囚於鬼中。打倒鬼後就會被放出，並在祭祀堂中祭祀。在遊戲中玩家得到禦魂後就能將其利用，作為輔助自己的力量。

### 異界的領域
古（こ）
形似日本古代的領域，隨地有著巨大化的土偶器。長期受風砂塵的侵蝕，呈現荒廢狀態。
雅（みやび）
形似日本奈良～平安時代的領域。長期夕暮風景，被昏色的金光包覆，還有著巨大的石蓮花和水源。
武（ぶ）
形似日本鎌倉～室町時代的領域。是個既神祕又寂靜的深山，植物異常地生長，森林目前落入武士的手中。
戰（せん）
形似日本戰國時代的領域。有著活火山的存在，令人想起戰火造成的不安和建築的崩壞。
安（あん）
形似日本江戶初期～中期的領域。時常吹舞著櫻花，總是處於夜晚狀態。
亂（らん）
形似日本幕末的領域。放眼望去都是被冰雪覆蓋的地方。

## 發行
本作於2012年9月19日SCEJ Press Conference公開發表。由曾參與過《海賊無雙》的光榮特庫摩控股的開發團隊Omega Force（ω-Force）完全新作。改良版《討鬼傳 極》預定於2014年發售推出，當中新增了武器和新角色等要素。